# ديف كوكس
ديف كوكس (بالإنجليزية: Dave Cox)‏ هو سياسي أمريكي، ولد في 20 فبراير 1938 في هولدنفيل في الولايات المتحدة، وتوفي في 13 يوليو 2010 في الولايات المتحدة بسبب سرطان البروستاتا. حزبياً، نشط في الحزب الجمهوري. وقد انتخب عضو مجلس ولاية كاليفورنيا وانتخب عضو جمعية ولاية كاليفورنيا.

## وصلات خارجية
- الموقع الرسمي